# Pastor vasco
El pastor vasco (en euskera, Euskal Artzain Txakurra) es una raza de perro originaria del País Vasco, España, tradicionalmente utilizada como perro pastor. Existen dos variedades reconocidas dentro de la raza: el Iletsua, de pelo largo y áspero, y el Gorbeiakoa, de pelo más corto y liso. La raza fue reconocida oficialmente por la Real Sociedad Canina de España el 1 de junio de 1995.

## Historia
Se le ha reconocido en diversos frescos pictóricos del siglo XVI,[cita requerida] atestiguando una popularidad que llegó a trascender desde los ambientes rurales a las más altas esferas de la corte de la época. A partir del siglo XVIII aparecen pintados o dibujados en los lienzos de Paret y Alcázar, Doré, Guiard, Arrue y otros.
Desde finales del siglo XIX a las primeras décadas del siglo XX surgió una época de fuertes ataques del lobo a los rebaños por lo que los pastores utilizaron al pastor vasco  junto a los mastines.

Comenzaron a organizarse concursos internacionales de perros de pastoreo. Gracias a la admiración que despertó esta raza entre los que presenciaban su tarea, se inició un plan vía beca y proyecto de investigación para estudiar estos perros con metodología etnológica, bioquímica, genética, reproductiva y etológica en 1991, posteriormente tuvo lugar el reconocimiento del pastor vasco  en sus dos variedades, el Iletsua y el Gorbeiakoa.

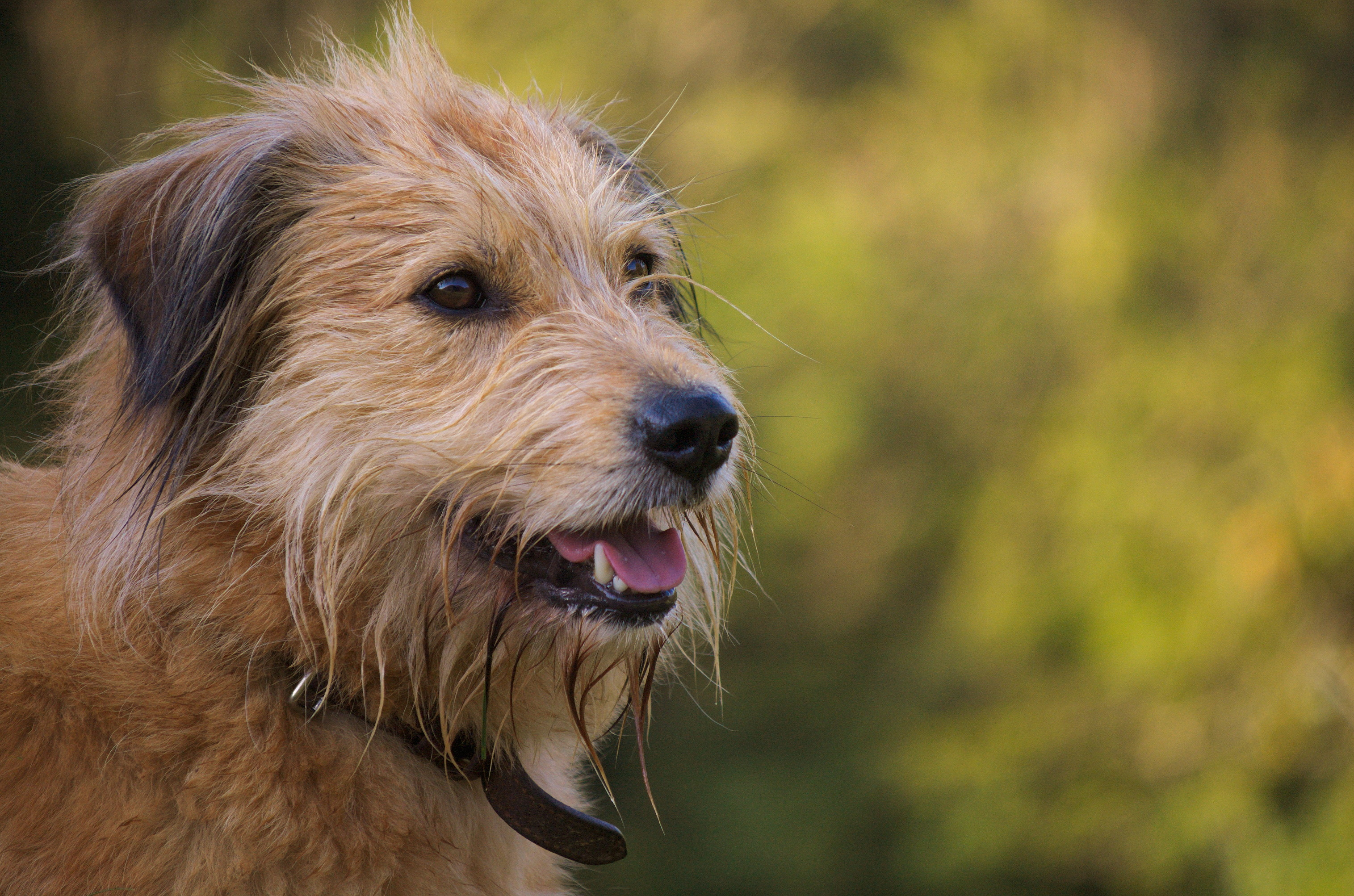
Pastor vasco, variedad Iletsua

En 2018 se estimaba que habría uno 700 ejemplares de pastor vasco, entre sus dos variedades, lo que significaría que la raza está en "peligro de extinción".

## Temperamento y adiestramiento
Tiene instinto territorial, pero mantiene un vínculo fuerte con su amo, ya que siempre pasea con él y es rara la vez que se separa de él.
Todo el entrenamiento puede iniciarse con un pequeño curso básico de educación (que el perro aprenda a quedarse quieto, sentado, que se mueva cuando el entrenador se lo ordene). Sin importar la edad se puede empezar la socialización para que pueda conseguir confianza con su amo y las demás personas. Es importante tener en cuenta que esta raza requiere altos niveles de ejercicio físico y estimulación mental. Por ello, es ideal para familias activas, con acceso a un jardín o que vivan en entornos rurales.

## Cuidados
Debido a que los dos poseen características de pastores se recomienda que tengan el suficiente ejercicio y estimulación mental. Un cepillado regular para retirar los pelos muertos y un baño se hará cuando sea necesario.
Es un perro que crea un fuerte vínculo con su familia por lo que agradece su compañía y dedicación. 

## Características

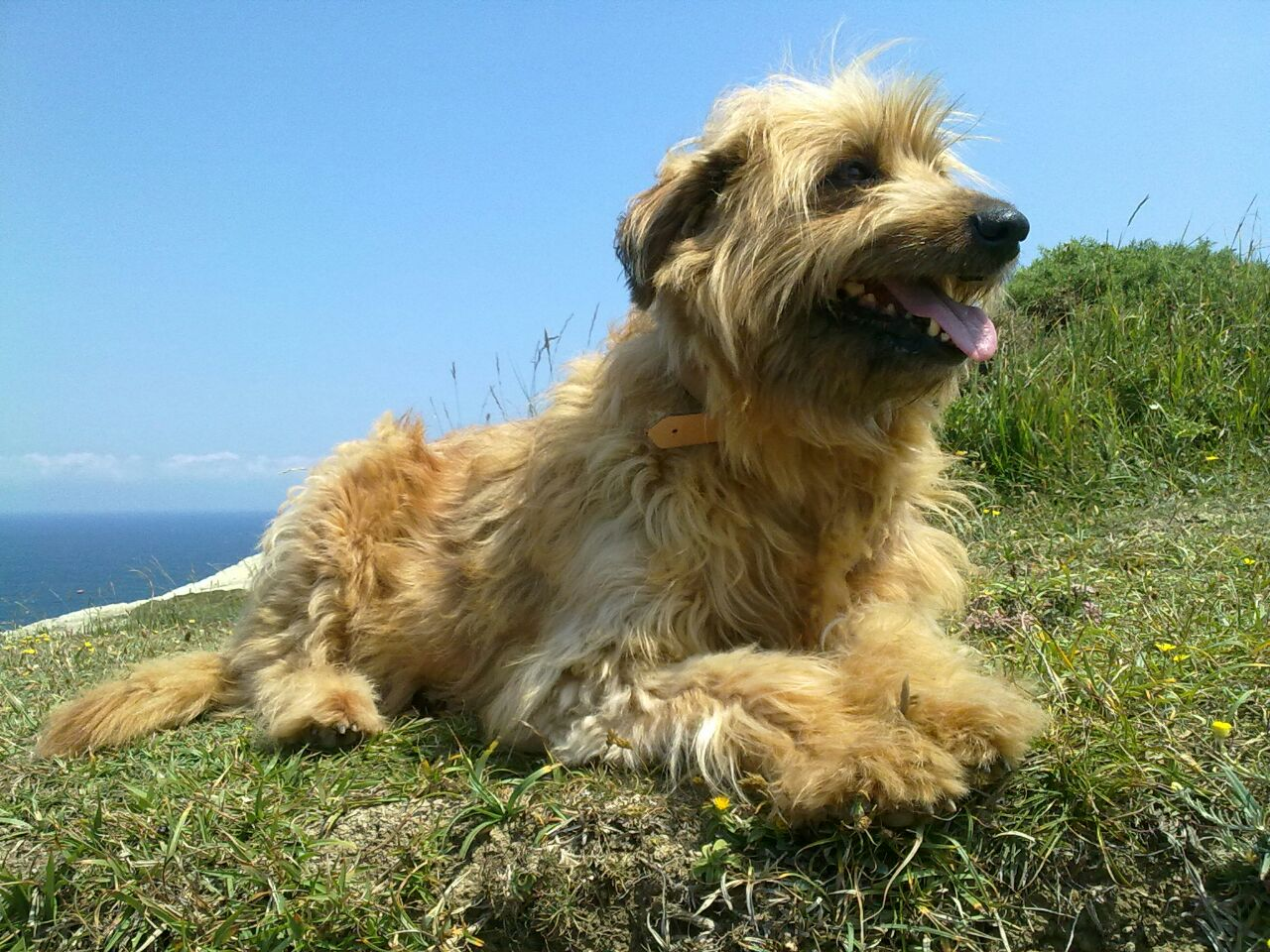
Pastor vasco, variedad Iletsua

El Pastor Vasco Iletsua se distingue por su pelaje largo, áspero y ligeramente ondulado, que le proporciona una apariencia rústica y lo protege de las inclemencias del tiempo, especialmente en zonas montañosas. Su manto puede presentar tonos variados, como el leonado o el rojizo, y suele ser más denso en el cuello y la cola. Es un perro de tamaño mediano, robusto y bien proporcionado, con orejas semierguidas y una expresión alerta. De carácter trabajador, inteligente y leal, el Iletsua es especialmente apreciado por su capacidad para el pastoreo, su resistencia física y su fuerte vínculo con el entorno rural y su familia humana.

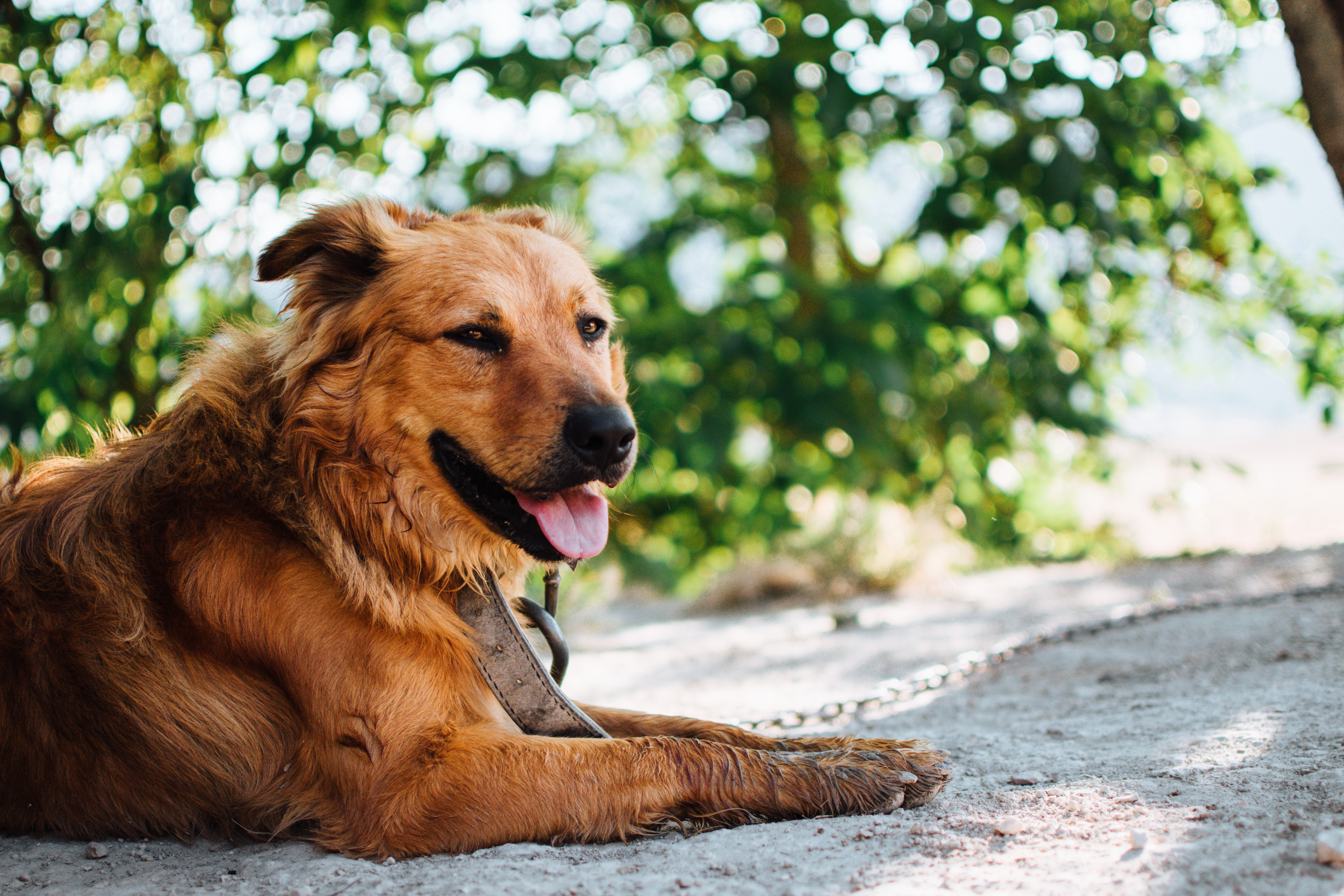
Pastor vasco, variedad gorbeiakoa

El Pastor Vasco Gorbeiakoa es la variedad de pelo corto y liso del Euskal Artzain Txakurra, con un manto denso, suave y bien pegado al cuerpo que lo hace ideal para el trabajo activo en zonas más templadas o de monte bajo, como el entorno del Gorbea, de donde toma su nombre. Tiene una constitución ágil, musculosa y armónica, lo que le permite moverse con rapidez y precisión, cualidades muy valoradas en tareas de pastoreo. De tamaño mediano y mirada vivaz, el Gorbeiakoa es un perro inteligente, obediente y muy apegado a su dueño. Su temperamento es equilibrado, con un fuerte instinto de trabajo y una gran capacidad de aprendizaje.

## Peso y altura
- Peso:
  - Machos: de 18 a 36 kg
  - Hembras: de 17 a 29 kg

- Altura:
  - Machos: 47 a 61 cm
  - Hembras: 46 a 59 cm

## Longevidad
Viven como promedio de trece a quince años, aunque frecuentemente pueden llegar a vivir más.[cita requerida] Generalmente es una raza robusta y saludable. No presenta enfermedades hereditarias comunes, aunque siempre es recomendable hacer revisiones veterinarias regulares.